# Синевирська Поляна
Синеви́рська Поля́на — село в Синевирській громаді Хустського району Закарпатської області України.
Колишня назва — Верхній Синевир (по-угорськи Фелшьосіневер — Felsőszinevér).
Неподалік від села розташоване знамените озеро Синевир.
Село займає 1-е місце в області за кількістю багатодітних матерів (станом на 2008 рік їх тут було 104).

## Історія
Перша згадка про село є в документах 1715 року.
У 17. столітті належало родині Kornis.
Учень четвертого класу народної школи Семен Тюх у 1925 році в часописі «Наш родный край» писав, що його «рідне село урядово називається Синевирська Поляна, але тутешній народ називає його коротко – Пόляны».
На початку 70-х років XX ст. Синевирську Поляну поділили на 4 села: Синевирська Поляна, Свобода, Береги, Загорб. За словами старожилів, коли село ще не було таким розширеним, як тепер, нижня нинішня його частина – Сигли – на той час була ще тільки урочищем, яке простягалося на лівому березі Тереблі, між гирлами Студеного та Минчилівського зворів. Тут росли смереки, що мали тільки верхівкове гілля. Таке дерево називають «сигла», від чого й походить місцева назва урочища. Статус присілка місцевість почала набувати з початку 50-х років ХХ ст. у зв’язку з будівництвом біля гирла Минчилівського звора лісопилки з деревообробними цехами, які приводила в рух парова машина (паливом були відходи деревообробки). Згодом тут стали зводити житлові будинки.
На лівому березі річки Теребля починається присілок Довгий Город, який до початку 1980-х також був незаселений. 
Між дорогою й річкою виокремлювався так званий Циганський лужок, де до початку 1970-х влаштовували свої шатри й кибитки кочуючі цигани. 
Вище Кутової зворини і до крутого берега під присілком Болото на лівому березі Тереблі простягнувся присілок Нижня Заріка, який починається будинком колишнього ФАПу з пологовим відділенням (його побудували ще чехи, як так званий кордон лісової управи). 
Метрів за 200 вище й до центрального бетонного мосту притулилася Центральна Заріка. Над нею порозкидувалися присілки Кути, Коміниць, Болото та Сакальова. Між двома останніми на щовбику Вер Воза в 1989 році побудували телеретранслятор. З появою супутникового телебачення він уже став зайвим. А в Болоті, до початку XVIII ст. був перший храм і кладовище. 
У горах є ще невеличкий присілок Гіля, а над ним – Нижні Верхи, де збереглася хата, побудована в 1811 році. Колись води Канчівського звора рухали колеса млина і ступів. На карті XVIII ст. біля самого його гирла позначено єврейську божницю. В XIX та 1-й пол. XX ст. вздовж берегів Тереблі був портош, куди взимку з Канчівського звора звозили деревину, а влітку з неї зшивали бокори.
Між Красним Звором і потічком Синевирським, який витікає з-під Морського Ока – присілок Красний.
Нижче звора Стинишір – однойменний присілок Стинишір. Колись там був маржинський теметів. У 1940-му мадярський жандарм Вікк приконвоював туди трьох чи чотирьох євреїв, примусив викопати собі могилу й розстріляв їх.

### Мікротопоніми
У селі є такі присілки та частини полесення: Сигли, Довгий Город, Нижній Кінець, Нижня Заріка, Центр, Хоминець, Нижній Верх, Дальня, Бобовина, Канчівський, Верхній Кінець, Верхні Верхи, Тирса, Красний, Монастирська Розтока, Буковинка, Перенизь, Гавришів Звір, Вишневський Верх, Новоселиця, Болото, Центральна Заріка, Кути, Коміниць, Сакальова, Гіля, Стинишір, Під Фіресом та ін.

## Релігія

### храм Покрови пр. богородиці. 1817.

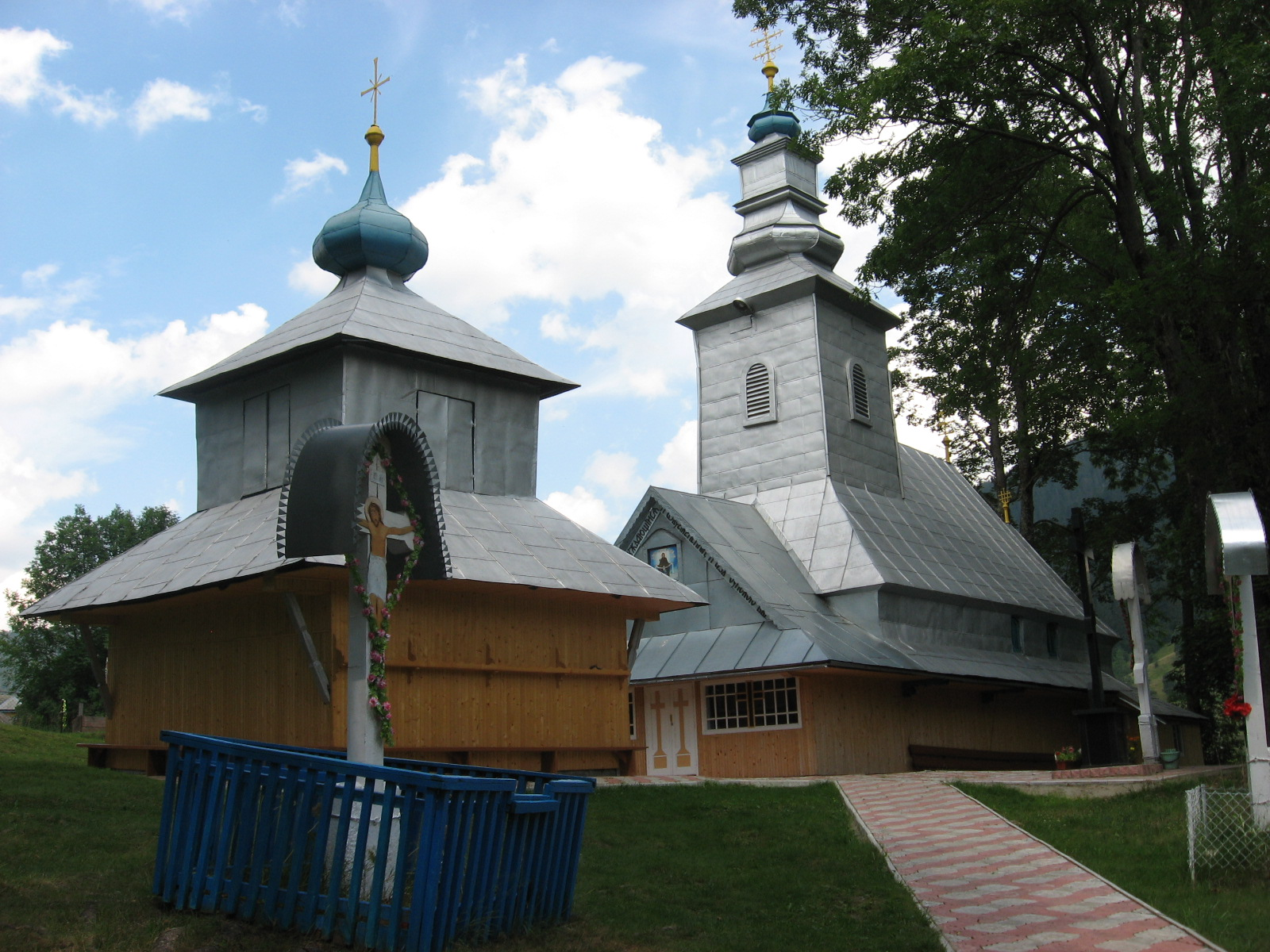
Покровська церква та дзвінниця

За переказом, що його чув Микола Іванович Руснак, перша дерев’яна церква стояла в урочищі “У болотах”, на лівому березі річки Тереблі. Якось сильний вітер переніс хрест із старої церкви на пагорб правого берега, і там збудували другу церкву (або перенесли стару).
До 1929 р. село називалося Вишній Синевир. У 1751 р. йшлося про дерев’яну церкву св. Михайла з одним дзвоном і чотирма старими образами в цьому селі. З того часу є запис на одній з книг:
“…сію книгу рєкомую трєфолой купилъ рбъ бжіи Іоанъ Цкира | со женою своею на имя Хитою за отпущение гріховъ своих і роднчов своих і придалъ еи вечными часи до веси | Поляні до храму архистратига Михаила | за пресвитера Василя Чопа пароха синивирскаго | і полянского; і дал за ню золотых угорских | тридцать и чотири;… куплена року бжого АΨHS (1756) мця іюня дня S (6)”.
У 1801 р. згадують добру дерев’яну церкву на 120 вірників. Теперішню дерев’яну церкву датують за написом на одвірку. Це характерна для верхів’я Тереблі барокова споруда з розвинутим завершенням, що складається з гранчастої бані, глухого ліхтаря і главки над ним. Західний фасад оформлено відкритим ґанком на різьблених стовпчиках. Всередині нава перекрита коробовим склепінням.
На жаль, церква ще з 1920-х років від маківки до опасання вкрита бляшаним покриттям, наглухо забито і ґанок. Першим священиком у церкві був о. Іван Тесля. Останнім греко-католицьким священиком до 1947 р. був Йосип Ковордані, а громада перебувала в підпіллі з 1947 до 1990 р.
Біля церкви стоїть дерев’яна, двоярусна дзвіниця з опасанням і шатровим дахом, прикрашеним декоративним куполом. Дзвіницю відремонтував у 1847 р. майстер І. Мерцель. Дзвінниця разом з церквою входить до складу пам'ятки архітектури національного значення (№ 1126).
Докладніше: Покровська церква (Синевирська Поляна)

### храм Покрови пр. богородиці. 1999. (УГКЦ)
У 1998 р. в село прийшов священик о. Іван Шанта й організував спорудження греко-католицької церкви. Силами громади 30 червня 1998 р. розпочали і за кілька днів закінчили спорудження фундаменту нової церкви на місцині, що зветься “Середнянські млаки”, а у серпні 1998 р. фундамент урочисто освятив єпископ Йосип Головач.
У лютому 1999 р. почали зведення зрубу і в жовтні майстри з Драгова вкрили церкву бляшаною покрівлею. Дерев’яну церкву 18,6 м завдовжки, 10,2 м завширшки, при висоті до стелі 6,8 м та з вежею 19,3 м заввишки крім висоти хреста, спорудили місцеві майстри брати Василь й Іван Ковачі та Григорій Рошко. Основними помічниками були Василь Биланин, Ілько Ковач, Ілько Глькович Нанинець, церківник Ілько Васильович Нанинець, дяк Степан Нанинець, Тимофій Руснак, Ілько Цифряк, куратор Павло Руснак. Частину коштів на будівництво зібрали вірники, частину – громади інших сіл, депутат Верховної Ради Віктор Медведчук подарував 1700 гривень, держава виділила ліс.
Престіл встановили на Різдво 2000 p., a посвятять у день св. Євхаристії. Різбарську роботу робить Іван Гаврилович Веґеш з Міжгір’я. Ікони малює Володимир Глеба з помічниками. Дзвони, відлиті в Новому Роздолі на Львівщині, містяться в окремій дзвіниці, спорудженій тими ж майстрами, що будували церкву.

## Географія
На північно-східній стороні від села річка Розтока зливається з річкою Слободою, утворуючи витік Тереблі.
селі річка Новоселиця впадає у Тереблю.

## Населення
Згідно з переписом УРСР 1989 року чисельність наявного населення села становила 891 особа, з яких 429 чоловіків та 462 жінки.
За переписом населення України 2001 року в селі мешкали 1354 особи. 100 % населення вказало своєю рідною мовою українську мову.

## Відомі люди
- Біланіна Марія Миколаївна (29 червня 1927, Синевирська Поляна — 1995, Ужгород) — український живописець. Учениця Йосипа Бокшая. Працювала у жанрі портрету.

## Туристичні місця
- храм Покрови пр. богородиці. 1999
- храм Покрови пр. богородиці. 1817.

- В селі розташований екопарк "Долина вовків", створений місцевим підприємцем. В ньому проживають чотири види вовків, тигри, леви, копитні тварини, зокрема олені та лані. Частина з тварин закуплена в зоопарках цирках та звірнинцях, а частину з них приносять місцеві жителі, які знайшли їх у лісі знесиленими або травмованими. Тих тварин, яких можна реабілітувати власник  відпускає в дику природу.
Детальніше: Екопарк «Долина Вовків»

## Інтернет посилання
- Інформація на сайті Дерев'яні Храми України [Архівовано 14 січня 2021 у Wayback Machine.]

- http://novzak.uz.ua/news/synevyrska-polyana-ta-yiyi-prysilky/
- Синевир, що подивитись

| Україна | Це незавершена стаття з географії України. Ви можете допомогти проєкту, виправивши або дописавши її. |